# Deuterophlebia sajanica
Deuterophlebia sajanica är en tvåvingeart som beskrevs av Jedlicka och Halgos 1981. Deuterophlebia sajanica ingår i släktet Deuterophlebia och familjen Deuterophlebiidae.
Artens utbredningsområde är Mongoliet. Inga underarter finns listade i Catalogue of Life.